# Делядровци
Делядровци (на македонска литературна норма: Дељадровци) е село в община Белимбегово (Илинден), Северна Македония.

## География
Селото е разположено в източната част на Скопската котловина.

## История
В началото на XX век Делядровци е българско село в Османската империя. Цялото население на селото е под върховенството на Българската екзархия. По данни на секретаря на екзархията Димитър Мишев („La Macédoine et sa Population Chrétienne“) в 1905 година Делядровци е село в Кумановска каза със 144 българи екзархисти.
След Междусъюзническата война в 1913 година селото влиза в границите на Сърбия.
На етническата си карта от 1927 година Леонард Шулце Йена показва Делидерлица (Deliderlica) като село с неясен етнически състав.
Според преброяването от 2002 година селото има 532 жители.
| Националност     | Всичко |
| северномакедонци | 517    |
| албанци          | 0      |
| турци            | 0      |
| роми             | 0      |
| власи            | 0      |
| сърби            | 12     |
| бошняци          | 0      |
| други            | 3      |

От 2023 година Делядровският манастир е център на Делядровско-Илинденската епархия на Македонската православна църква.